# My Melody (album de Queen Pen)
Pour les articles homonymes, voir My Melody.
Albums de Queen Pen
Conversations with Queen
(2001)
Singles
1. Man Behind the Music
Sortie : 1997
2. All My Love
Sortie : 1998
3. Party Ain't a Party
Sortie : 1998

My Melody est le premier album studio de Queen Pen, sorti le 16 décembre 1997.
L'album s'est classé 1er au Heatseekers, 13e au Top R&B/Hip-Hop Albums et 78e au Billboard 200.
La chanson Girlfriend a créé une controverse car elle explore le thème de l'homosexualité, un sujet tabou dans l'industrie du hip-hop. Cela a donné lieu à de nombreuses spéculations sur l'orientation sexuelle de l'artiste et, en 1998, Foxy Brown a attaqué Queen Pen et Queen Latifah dans son morceau 10% Dis, sur leur supposée homosexualité. Quelques mois plus tard elle a récidivé avec un nouveau titre, Talk to Me. Il faudra attendre 2006 pour que Foxy Brown présente ses excuses à Queen Pen.

## Liste des titres
| No  | Titre                                                                                              | Contient un (des) sample(s) de                                                                                                   | Durée |
| --- | -------------------------------------------------------------------------------------------------- | --- | ----- |
| 1.  | Intro                                                                                              | | 1:26  |
| 2.  | Queen of the Click (Produit par Teddy Riley et Mixture)                                            | Put the Music Where Your Mouth Is des Olympic Runners                                                                            | 3:30  |
| 3.  | Man Behind the Music (featuring Markell Riley et Teddy Riley – Produit par Teddy Riley)            | Your Love de James Brown I Know You Got Soul d'Eric B. & Rakim                                                                   | 3:49  |
| 4.  | All My Love (featuring Eric Williams – Produit par Teddy Riley)                                    | Never Too Much de Luther Vandross                                                                                                | 3:24  |
| 5.  | My Melody (Produit par Teddy Riley)                                                                | Cause You Love Me, Baby de Deniece Williams                                                                                      | 3:45  |
| 6.  | Party Ain't a Party (featuring Markell Riley, Mr. Cheeks et Nutta Butta – Produit par Teddy Riley) | On Your Face d'Earth, Wind & Fire Eric B. Is President d'Eric B. & Rakim                                                         | 4:10  |
| 7.  | It's True (featuring Richard Stites – Produit par Teddy Riley)                                     | | 4:37  |
| 8.  | The Set Up (Produit par Knobody et Teddy Riley)                                                    | Let Me Love You de Michael Henderson                                                                                             | 4:21  |
| 9.  | Get Away (featuring Chauncey Hannibal et Teddy Riley – Produit par Teddy Riley)                    | In the Air Tonight de Phil Collins                                                                                               | 4:05  |
| 10. | I'm Gon Blow Up (featuring Ronald Isley – Produit par Teddy Riley)                                 | Hollywood de Rufus & Chaka Khan Voyage to Atlantis des Isley Brothers (1977)                                                     | 4:02  |
| 11. | Girlfriend (featuring Me'shell Ndegeocello – Produit par Teddy Riley et Mixture)                   | If That's Your Boyfriend (He Wasn't Last Night) de Me'shell Ndegeocello It's Ecstasy When You Lay Down Next to Me de Barry White | 4:25  |
| 12. | No Hooks (Produit par Teddy Riley)                                                                 | My Friend in the Sky de Switch                                                                                                   | 3:19  |
| 13. | So Many Ways (Produit par William « Skylz » Stewart)                                               | | 4:13  |